# Abraham Vater
Abraham Vater (Wittenberg, 1684. december 9. – Wittenberg, 1751. november 18.) német anatómus és egyetemi oktató. Édesapja Christian Vater volt. A róla elnevezett Vater-papilla első leírója.

## Művei
- Dissertatio anatomica quo novum bilis dicetilicum circa orifucum ductus choledochi ut et valvulosam colli vesicæ felleæ constructionem ad disceptandum proponit, 1720
- Das Blatter-Beltzen oder die Art und Weise, die Blattern durch künstliche Einpfropfung zu erwecken, 1721
- Catalogus plantarum inprimis exoticarum horti academici Wittenbergensis, 1721–1724
- Catalogus Variorum Exoticorum Rarissimorum Maximam Partem Incognitorum ... quae in museo suo, brevi luci exponendo possidet Abraham Vater, 1726
- Diss., qua valor et sufficienta signorum infantem recens natum aut motuum aut vivum editum arguentium examinatur, 1735
- De calculis in locis inusitatis natis et per vias insolitas exclusis, 1741
- De instrumentoro ad determinadas lucis refractiones, 1751

## Elismerései
- 1712: Leopoldina Német Természettudományos Akadémia tagja[4]
- 1722: Royal Society tagja
- 1728: Porosz Királyi Tudományakadémia(wd) tagja